# Koen Monserez
Koen Monserez (Leuven, 23 mei 1969), is een Vlaams acteur en regisseur. Voornamelijk actief in het theater, verwierf hij in 2010 bij een breder televisiepubliek bekendheid door zijn rol als Filip Lamote in twee seizoenen van de soapserie Thuis op één.

## Biografie
Monserez studeerde in 1996 af aan het Koninklijk Conservatorium Brussel. Daarna studeerde hij een jaar Schauspiel aan de Hochschule der Künste in Berlijn. Hij werkte vooral als acteur voor Ensemble Leporello, een toneelgezelschap waarvan hij drie jaar ook artistiek en zakelijk leider was. Hij werkt als freelancer in de KVS te Brussel voor en met de stad in kader van de publiekswerking. Voor de KVS regisseerde hij de productie A Sleeping Elephant, een voorstelling met 20 jonge Brusselse boksers, rond de figuur van boksicoon Muhammad Ali. Bij fABULEUS regisseerde hij ook de theaterproductie Spelregels (2004), de musical Candide (2006) en Niks is wat het lijkt (2011) en speelde en maakte hij Het Zondagavondgevoel (2013).
Voor muziektheater Transparant en de Vlaamse Opera herwerkt/regisseert hij Koningin van de Nacht van W.A. Mozart, in een bewerking van Jan Van Outryve. Voor Jeugd en Muziek en Concertgebouw Brugge maakt hij ook een Bachvoorstelling, samen met Capriola di Gioia.
In 2013 richtte hij samen met Steven Beersmans het komisch duo Beersmans en Monserez op. Ze maakten samen reeds twee avondvullende shows: One man Show en Gewogen en te licht bevonden.
Samen met onder anderen Stefanie Lambrechts, Martje Ceulemans, Jonas Van Thielen, Laurian Callebaut en Elsa Van Dijck maakt en speelt hij bij theatercollectief Max Last. Het gezelschap maakte onder andere drie wandelvoorstellingen, telkens op een bijzondere locatie: Spinnenmetenknippen speelt op begraafplaatsen met als thema de dood, Duizend Dingen achter Deuren speelt in gemeentehuizen en gaat over democratie  en Niks is wat het lijkt is een wandelvoorstelling voor in Mariaparkjes over een verliefde dichter en weerom de dood, met muziek van Schubert. 
Het team van Max Last werkte ook drie jaar (2016-2018) aan DUIK, (volledige titel: DUIK, of hoe de burgemeester de vaart zou kunnen laten leeglopen en hoe de Leuvense bevolking dat zou kunnen verhinderen) een stadsbreed project rond de verhalen en mythes van de Leuvense Vaartkom.
In 2016 regisseerde Monserez de voorstelling Alladin en de wolf van Sympfonie Orkest Vlaanderen, met Lize Spit als vertelster. De voorstelling speelde in onder meer De Singel en Concertgebouw Brugge.Voor Cappella Pratensis, gespecialiseerd in de muziek van de polyfonisten uit middeleeuwen en renaissance, regisseerde hij -ook in 2016- de muzikale vertelling De Muzikale Hel, over het leven van Thomas More tijdens de woelige zestiende eeuw.
Monserez is coördinator van Cinema ZED: de art house bioscoop van Leuven. 

### Persoonlijk
Monserez heeft één dochter uit de relatie met Machteld Timmermans namelijk Gloria Monserez, wrapster bij Ketnet, de jongerenzender van de VRT. Samen spelen ze ook vader en dochter in de fictiereeks Ik u ook, die in 2020-2021 op Ketnet liep. Monserez is gehuwd en heeft een dochter.

## Gastrollen
Op televisie was hij te zien met tal van gastrollen:
- Heterdaad (1996), als Serge Graulus
- De Kotmadam (1997), als Peter
- W817 (1998), als Ted
- Flikken (2000), als carjacker Johan
- Wittekerke (2001), als Rudy
- Thuis (2001), als Ferre
- F.C. De Kampioenen (2002), als zwembadredder
- Recht op Recht (2002), als Patrick Coels
- Witse (2004), als Dennis Falkenhofer
- Kinderen van Dewindt (2005-2007), als Frederik
- En daarmee basta! (2006-2007), als relatietherapeut Frederickx
- Thuis (2009-2010), als Filip Lamote
- Aspe (2012), als Loric Berisha
- Galaxy Park (2013)
- ROX (2013), als afperser
- Cordon (2016)
- Niet schieten (2018), als rijkswachter
- Ik u ook (2020), als Barry Bogaerts